# ドラゴンボンバーズ
ドラゴン・ボンバーズは、1990年に藤波辰爾を中心に結成されたプロレスのユニット。9月25日に発足記者会見を行い事務所は藤波の個人事務所に置かれていた。

## 概要
藤波辰爾がかねてから提唱していた相撲部屋にならった形のいわば団体内団体の構想を、ようやく実現させたものである（ただし、具現化についてはSWSの部屋別対戦制度に先を越された）。
発足した当初は新日本プロレス内部における独立性の強いユニットとして機能していくことが想定された。また、新日本プロレスと全日本プロレスの交流戦が実施されて間もない頃であり将来的には独立興行を行い積極的な他団体交流を行っていくのではないかという期待がもたれていた。実際、パイオニア戦志等と交流戦をおこなった。その後、副将格の越中詩郎が反選手会同盟での活動を活発化させたことで、ドラゴンボンバーズのほうは休眠状態に入った。
2019年のインタビューにおいて、藤波は「新日に対する反発心やワガママで立ち上げたように見られるが、自分の性格上そうしたことはできなかった。プロレス界の活性化がボンバーズの理念であった」と話している
。

## メンバー
- 藤波辰爾
- 越中詩郎
- 獣神サンダー・ライガー
- ブラック・キャット
- 飯塚孝之（現：飯塚高史）
- 南海龍太郎（練習生）
- 高見州（練習生）

## その後
結局、ドラゴン・ボンバーズの形では長く続かなかったものの、このユニットは後に藤波が立ち上げた自主興行「無我」へと繋がっていき、そこでは藤波のプロレス観を強く打ち出した興行を行い、藤波を慕う選手が集まり、一定の成果をあげた。
なお、2005年の終わりケンドー・カシンが新日本の事務所に乗り込み藤波軍入りを直訴した際、「混乱しているからこそ『部屋別制度』だ」などと、ドラゴンボンバーズ復興かのようなコメントをしているが、これは彼独特の自己アピールであるといえよう。